# Benedikt Beisheim
Benedikt Beisheim (* 22. April 1987) ist ein deutscher Säbelfechter und deutscher Meister.

## Karriere
Beisheim holte den Weltmeistertitel bei den Juniorenweltmeisterschaften 2007 in Belek/Türkei und war Deutscher Juniorenmeister 2007. Beim Weltcup 2008 in Athen belegte er nach einem Sieg über den Olympiasieger von 2004, Aldo Montano, den 8. Platz. Bei den Fechteuropameisterschaften 2010 in Leipzig gewann er im Team die Bronzemedaille.

## Wichtige sportliche Erfolge

### National
- 2007 – Deutscher Juniorenmeister
- 2008 – Deutscher Mannschaftsmeister
- 2012 – Deutscher Mannschaftsmeister
- 2014 – Deutscher Meister

### International
- 2007 –  Weltmeister Junioren
- 2010 –  3. Platz Europameisterschaften (Mannschaft)

### Weltcupsiege
- 2010 – Athen
- 2012 – Athen